# Герб Пікардії
Герб Пікардії — герб регіону на півночі Франції.

## Опис
Щит почетвертовано. У першому та четвертому синіх чвертьполях по три золоті геральдичні лілії, у другому та третьому срібних чвертьполях по три здиблених червоних леви з синім озброєнням.

## Історія
Походження герба невідоме, але він вперше вживаний у 1640 році. герельдичні лілії символізують приналежність регіону до  Французького королівства, леви нагадують про зв'язки Пікардії з північними провінціями: Фландрією, Брабантом, Ено та Люксембургом.

Королівські лілії
Пікардійські леви